# 茴茚二酮
茴茚二酮（商品名Miradon），是一种有机化合物，分子式C16H12O3，属于1,3-茚满二酮衍生物，具有抗凝剂活性。